# John Thomas Stanley (6e baronnet)
John Thomas Stanley (26 mars 1735 - 29 novembre 1807) est un propriétaire terrien britannique et scientifique amateur du XVIIIe siècle.

## Biographie
Il est né à Alderley Park le 26 mars 1735, fils aîné de Sir Edward Stanley, 5e baronnet et de son épouse Mary Ward. Il devient baronnet en août 1755 à la suite du décès de son père .
Il sert à la cour royale en tant que gentilhomme de la chambre privée du roi George III.
En 1789, il fait un célèbre voyage aux îles Féroé et en Islande avec James Wright, Isaac Benners et John Baine, avec notamment l'ascension du mont Hekla .
En 1789, il est élu membre de la Royal Society of Edinburgh avec comme proposants Andrew Dalzell, Adam Smith et James Hutton .
Il meurt le 29 novembre 1807.

## Famille
En 1763, il épouse Margaret Owen, fille d'Hugues Owen de Penrhos .
Il est le père de John Stanley (1er baron Stanley d'Alderley) et de l'évêque Edward Stanley. Sa fille, Margaretta Louisa Ann Stanley épouse le général Sir Baldwin Leighton 6e baronnet .
Il est le grand-père d'Arthur Penrhyn Stanley, doyen de l'Abbaye de Westminster de Westminster . Il est également l'arrière-grand-père d'Henry John Adeane, avocat et député britannique.
Il est peint dans sa jeunesse par Philip Mercier .